# Jacques Bénédé
Pas d'image ? Cliquez ici

a Compétitions nationales et continentales officielles uniquement.

Jacques Bénédé, né le 3 mars 1938 à Dax et mort le 27 juin 2023 dans la même ville, est un joueur français de rugby à XV qui évolue au poste de centre.

## Biographie
Né le 3 mars 1938 à Dax, Jacques Bénédé pratique le rugby à XV dans les rangs de l'Union sportive dacquoise. Durant sa jeunesse, il est sélectionné en tant qu'international junior. Évoluant principalement au poste de centre, notamment derrière le demi d'ouverture Pierre Albaladejo,, il remporte en 1957 le challenge Yves du Manoir sous le maillot dacquois,, mais s'incline à trois reprises en finale de championnat de France, en 1961, 1963 et 1966.
Il joue également lors de sa carrière au sein du club tarusate de la PS Tartas.
Bénédé meurt le 27 juin 2023 à l'âge de 85 ans dans sa ville natale.

## Palmarès
- Championnat de France de rugby à XV :
  - Finaliste : 1961, 1963, 1966.
- Challenge Yves du Manoir :
  - Vainqueur : 1957.